# Narathura avatha
Narathura avatha är en fjärilsart som beskrevs av De Niceville 1896. Narathura avatha ingår i släktet Narathura och familjen juvelvingar. Inga underarter finns listade i Catalogue of Life.